# الصارفة (العدين)

تعديل مصدري - تعديل

الصارفة محلة تابعة لقرية الحصابين، التابعة لعزلة عردن بمديرية العدين إحدى مديريات محافظة إب في الجمهورية اليمنية، بلغ تعداد سكانها 207 حسب تعداد اليمن لعام 2004.